# バホヌエボ
座標: 北緯15度53分 西経78度38分 / 北緯15.883度 西経78.633度

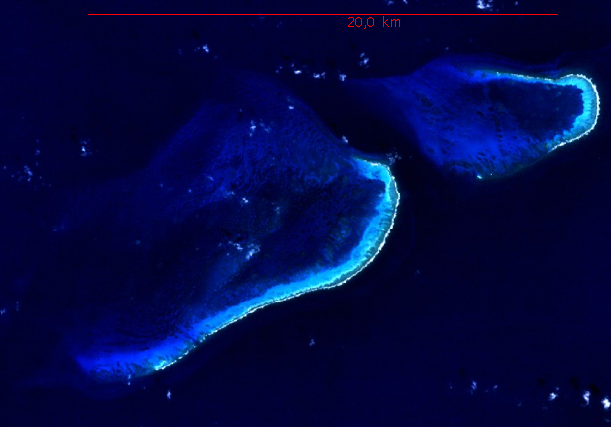
バホ・ヌエボ礁の衛星写真

バホ・ヌエボ礁 (バホ・ヌエボしょう、英語：Bajo Nuevo Bank、ペトロール諸島、Petrel Islandsとも言う) は西カリブ海にある無人礁群のうちのひとつ。合衆国領有小離島の1つだが、コロンビアなどと領有問題がある。

## 概要
バホ・ヌエボ礁は長さ約26km、幅約9kmで、衛星写真では二つの環礁が最もせまいところで幅1.4kmの深い水路を隔てて並んでいるのが確認できる。大きい方は南西のロー・キー（Low Cay）と言う小礁で1980年に建てられた21m高の灯台がある。
バホ・ヌエボ礁は1634年にオランダの地図に初めて登場し、1654年に現在の名前で記されたとされている。1660年にはイギリスの海賊ジョン・グラバー（John Glover）が礁を再「発見」した。今日ではロブスター漁の漁師が頻繁に訪れる。1856年8月18日アメリカがペトロール諸島の名で、グアノ島法を利用し領有権を主張した。サン・アンドレス島とプロビデンシア島周辺の島で、グアノ法で領有したほとんどの島嶼は1981年にコロンビアに返還されたが、バホ・ヌエボ礁がこれらに含まれるか否かは不明確とされている。アメリカ合衆国はアメリカ領であり未編入領域としている。コロンビアは自国のサン・アンドレス・イ・プロビデンシア県に所属するとしても領有権を主張している。またジャマイカ、ニカラグア、ホンジュラスも領有権を主張している。